# NHL (1966/1967)
Sezon NHL 1966/1967 był 50. sezonem gry ligi NHL. Pierwszy mecz odbył się 19 października 1966 roku, kiedy to naprzeciwko siebie zmierzyły się Detroit Red Wings z Boston Bruins oraz New York Rangers z Chicago Black Hawks. 18 stycznia 1967 roku w Montrealu w hali Forum de Montréal rozegrany został NHL All-Star Game. Sezon zasadniczy zakończył się 2 kwietnia 1967 roku. Cztery dni później rozegrany został pierwszy mecz playoff. Sezon zakończył się 2 maja 1967 roku, kiedy to w finałowym spotkaniu drużyna Toronto Maple Leafs pokonała Montreal Canadiens.
Był to ostatni sezon w erze oryginalnej szóstki (po 25 latach), był to również ostatni sezon, osiemnasty sezon w którym każda z drużyn zagrała po 70 spotkań.
Przed sezonem odbył się czwarty draft ligi NHL. Jako pierwszy został wybrany Kanadyjczyk grający na pozycji obrońcy - Barry Gibbs, który został wybrany przez Boston Bruins.

## Sezon zasadniczy
Drużyna Chicago Black Hawks po raz pierwszy zwyciężyła w sezonie zasadniczym, kończąc go z wynikiem zdobytych 94 punktów. Najskuteczniejszym zawodnikiem został Stan Mikita dla którego był to najlepszy sezon, podczas którego zdobył 97 punktów (35 bramek, 62 asysty) w 70 meczach. Tylko dwa lata później wyrównał punktowo ten wynik, jednak zdobył wtedy o pięć mniej bramek. Zwycięzca poprzedniej edycji Pucharu Stanleya - Montreal Canadiens awansował do finału rozgrywek. Boston Bruins w tym sezonie po raz ostatni nie zagrał w fazie play-off, kończąc serię 29 lat bez rozgrywek posezonowych przez tę drużynę.

### Tabela
|                     | M  | Z  | R  | P  | G+  | G-  | +/- | Pkt |
| ------------------- | -- | -- | -- | -- | --- | --- | --- | --- |
| Chicago Black Hawks | 70 | 41 | 12 | 17 | 264 | 170 | +94 | 94  |
| Montreal Canadiens  | 70 | 32 | 13 | 25 | 202 | 188 | +14 | 77  |
| Toronto Maple Leafs | 70 | 32 | 11 | 27 | 204 | 211 | -8  | 75  |
| New York Rangers    | 70 | 30 | 12 | 28 | 188 | 189 | -1  | 72  |
| Detroit Red Wings   | 70 | 27 | 4  | 39 | 212 | 241 | -29 | 58  |
| Boston Bruins       | 70 | 17 | 10 | 43 | 182 | 253 | -71 | 44  |

### Najlepsi strzelcy
| Zawodnik       | Drużyna             | Mecze | Bramki | Asysty | Punkty | Min |
| -------------- | ------------------- | ----- | ------ | ------ | ------ | --- |
| Stan Mikita    | Chicago Black Hawks | 70    | 35     | 62     | 97     | 12  |
| Bobby Hull     | Chicago Black Hawks | 66    | 52     | 28     | 80     | 52  |
| Norm Ullman    | Detroit Red Wings   | 68    | 26     | 44     | 70     | 26  |
| Ken Wharram    | Chicago Black Hawks | 70    | 31     | 34     | 65     | 21  |
| Gordie Howe    | Detroit Red Wings   | 69    | 25     | 40     | 65     | 53  |
| Bobby Rousseau | Montreal Canadiens  | 68    | 19     | 44     | 63     | 58  |
| Phil Esposito  | Chicago Black Hawks | 69    | 21     | 40     | 61     | 40  |
| Phil Goyette   | New York Rangers    | 70    | 12     | 49     | 61     | 6   |
| Doug Mohns     | Chicago Black Hawks | 61    | 25     | 35     | 60     | 58  |
| Henri Richard  | Montreal Canadiens  | 65    | 21     | 34     | 55     | 28  |

## Playoff

### Rozstawienie
Po zakończeniu sezonu zasadniczego 4 zespoły zapewniło sobie start w fazie playoff. Drużyna Chicago Black Hawks zwycięzca rozgrywek zasadniczych uzyskała najlepszy wynik w lidze zdobywając w 70 spotkaniach 94 punkty. Była to najwyżej rozstawiona drużyna, dzięki czemu w nagrodę zostaje zawsze gospodarzem ewentualnego siódmego meczu. Kolejne miejsce rozstawione zależały od miejsca w tabeli fazy grupowej. Wszystkie cztery rundy rozgrywane są w formuje do czterech zwycięstw według schematu: 2-2-1-1-1, czyli wyżej rozstawiony rozgrywa mecze: 3 i 4 oraz ewentualnie 6 i 7 we własnej hali. Niżej rozstawiona drużyna rozgrywa mecze w swojej hali: pierwszy, drugi oraz ewentualnie piąty.

### Drzewko playoff
|  |                     |                     |                    |                    |   |                     |                     |       |
|  | Półfinał            | Półfinał            | Półfinał           |                    |   | Finał               | Finał               | Finał |
|  | Półfinał            | Półfinał            | Półfinał           |                    |   | Finał               | Finał               | Finał |
|  |                     |                     |                    |                    |   |                     |                     |       |
|  |                     |                     |                    |                    |   |                     |                     |       |
|  | Chicago Black Hawks | Chicago Black Hawks | 2                  |                    |   |                     |                     |       |
|  | Chicago Black Hawks | Chicago Black Hawks | 2                  |                    |   |                     |                     |       |
|  | Toronto Maple Leafs | Toronto Maple Leafs | 4                  |                    |   |                     |                     |       |
|  | Toronto Maple Leafs | Toronto Maple Leafs | 4                  |                    |   | Toronto Maple Leafs | Toronto Maple Leafs | 4     |
|  |                     |                     |                    |                    |   | Toronto Maple Leafs | Toronto Maple Leafs | 4     |
|  |                     |                     | Montreal Canadiens | Montreal Canadiens | 2 |                     |                     |       |
|  | Montreal Canadiens  | Montreal Canadiens  | Montreal Canadiens | Montreal Canadiens | 2 | 4                   |                     |       |
|  | Montreal Canadiens  | Montreal Canadiens  |                    |                    |   |                     |                     |       |
|  | New York Rangers    | New York Rangers    | 0                  |                    |   |                     |                     |       |
|  | New York Rangers    | New York Rangers    | 0                  |                    |   |                     |                     |       |

## Finał Pucharu Stanleya
Finał Pucharu Stanleya odbył się od 20 kwietnia do 2 maja 1967. Zmierzyły się w nim druga oraz trzecia drużyna sezonu zasadniczego - Montreal Canadiens z Toronto Maple Leafs. Dla drużyny Toronto był to dwudziesty pierwszy występ w finale rozgrywek, zaś dla drużyny z Montrealu dwudziesty trzeci.
Zwycięzcą został zespół Toronto Maple Leafs pokonało drużynę Montreal Canadiens w sześciu meczach z bilansem bramek 17:16 na korzyść drużyny Leafs. Decydującą bramkę o zdobyciu Pucharu Stanleya zdobył w trzeciej tercji, szóstego meczu George Armstrong.
| 20 kwietnia 1967 | Montreal Canadiens | 6:2 | Toronto Maple Leafs | Forum de Montréal, Montreal |

|  |  |  |  |  |

| 22 kwietnia 1967 | Montreal Canadiens | 0:3 | Toronto Maple Leafs | Forum de Montréal, Montreal |

|  |  |  |  |  |

| 25 kwietnia 1967 | Toronto Maple Leafs | 3:2 pd. | Montreal Canadiens | Arena Gardens, Toronto |

|  |  |  |  |  |

| 27 kwietnia 1967 | Toronto Maple Leafs | 2:6 | Montreal Canadiens | Arena Gardens, Toronto |

|  |  |  |  |  |

| 29 kwietnia 1967 | Montreal Canadiens | 1:4 | Toronto Maple Leafs | Forum de Montréal, Montreal |

|  |  |  |  |  |

| 2 maja 1967 | Toronto Maple Leafs | 3:1 | Montreal Canadiens | Arena Gardens, Toronto |

| Szczegóły | Szczegóły                                                        | Szczegóły       | Szczegóły          | Szczegóły |
| --------- | ---------------------------------------------------------------- | --------------- | ------------------ | --------- |
|           | R. Ellis 36:25 (??) J. Pappin 39:24 (??) G. Armstrong 59:13 (??) | (0:0, 2:1, 1:0) | 45:28 (??) D. Duff |           |

## Nagrody
| Nagroda                      | Zawodnik                  | Drużyna             |
| ---------------------------- | ------------------------- | ------------------- |
| Art Ross Memorial Trophy     | Stan Mikita               | Chicago Black Hawks |
| Calder Memorial Trophy       | Bobby Orr                 | Boston Bruins       |
| Conn Smythe Trophy           | Dave Keon                 | Toronto Maple Leafs |
| Hart Memorial Trophy         | Stan Mikita               | Chicago Black Hawks |
| Lady Byng Memorial Trophy    | Stan Mikita               | Chicago Black Hawks |
| James Norris Memorial Trophy | Harry Howell              | New York Rangers    |
| Vezina Trophy                | Glenn Hall Denis DeJordie | Chicago Blackhawks  |
| Prince of Wales Trophy       | Prince of Wales Trophy    | Chicago Black Hawks |
| Puchar Stanleya              | Puchar Stanleya           | Toronto Maple Leafs |